# Drakabygget
Drakabygget är en gård norr om Örkelljunga som på 1960-talet och början av 1970-talet fungerade som ett konstnärscentrum. Man drev ett jordbruk och man arbetade med konst. Den danske konstnären och mångsysslaren Jørgen Nash och hans familj bodde där permanent, andra vistades där kortare eller längre tider. Även konstskapare som inte bodde på platsen var engagerade i de happenings och provokationer som genomfördes eller planerades på Drakabygget.

## Historik
Gården Drakabygget är belägen 8 km norr om Örkelljunga. Namnet är känt sedan 1618 även om Nash har hävdat anor från vikingatiden. 1960 köpte de danska bröderna Asger Jorn och Jørgen Nash gården med syfte att där kunna skapa ett självförsörjande konstnärskollektiv. Jorn var en internationellt erkänd konstnär, Nash var författare och konstnärlig mångsysslare, båda med bakgrund i den anarkistiska Situationistiska Internationalen. Drakabygget var en fyrlängad bondgård som stått öde fem år när Nash och hans hustru, den svenska läraren och journalisten Katarina (Katja) Lindell, och barn flyttade in i maj 1961. Fastigheten bestod av både jordbruksmark och skog. Den senaste ägaren hade varit leksaksfabrikör och med köpet följde ett stort lager av träleksaker. Man kallade platsen Bauhaus Situationniste Drakabygget. Bauhaus anspelade den tyska skolan för konsthantverk, formgivning och arkitektur under mellankrigstiden.
Det fanns i början av 1960-talet stridigheter inom Situationist-internationalen mellan en teoretiskt inriktad grupp med Paris som bas och en mer aktivistiskt inriktade grupp av främst konstnärer. Till de senare hörde Nash. Konflikten ledde till att Nash och en stor grupp andra konstnärer uteslöts 1962. Många av dem kom att vistas på Drakabygget i perioder, bland dem medlemmar i den tyska SPUR-gruppen från München, Jacqueline de Jong från Nederländerna och engelsmannen Gordon Fazakerley. Det byggdes aldrig upp någon egentlig organisationsstruktur kring Drakabygget, men gården blev en sammanhållande länk för olika spontana praktiker som utvecklades under situationistiskt baner, ofta i form av konstnärliga aktioner som väckte offentlig skandal. Två viktiga gestalter i kretsen kring Nash blev dansken Jens Jørgen Thorsen som flyttade in i en gård nära Drakabygget och den svenske konstnären Hardy Strid i Halmstad. Nash, Thorsen och Strid blev en informell kärna för Drakabyggets olika aktiviteter. Många andra fanns i den utvidgade kretsen kring Drakabygget, exempelvis konstnärerna Yoshio Nakajima, Mette Aarre och Carl Magnus. Bland undertecknare av manifest och andra dokument fanns ofta Patrick O’Brien (pseudonym för Asger Jorn) och Ambrosius Fjord (Katja Lindells häst).
På Drakabygget hade man som mål att kombinera konstskapande med lantbruk för att bli självförsörjande på livsmedel. Man köpte djur – kor, får, svin, höns och hästar – och gjorde en ambitiös plan för arbetet. Men retoriken kring projektet var större än verkligheten och ekonomin var ofta bekymmersam. De första åren förlitade man sig delvis på Asger Jorns pengar, men 1963 kom det till en brytning mellan Jorn och Nash. Jorn distanserade sig från projektet. Man fick hitta andra inkomstkällor. Nash sålde tavlor som han och de andra konstnärerna gjort. Nash målade tavlor som Jorn (eller Nash) signerade med JORN för att höja marknadsvärdet. Man grävde dräneringsdiken och fick statliga bidrag för detta. Man bytte konst mot mat och bensin.
Nash skiljde sig 1968 från Katja Lindell och gifte sig följande år med den danska konstnären Lis Zwick som hade flyttat in på Drakabygget.
Drakabygget fortsatte som ett konstnärskollektiv fram till 1973 eller 1974. Nash och Zwick tröttnade då på att hålla reda på bohemiska konstnärer som var ovilliga att ställa upp på jordbruksarbetet. En annan version säger att det var Nash som absolut inte fungerade som bonde. Enligt en tredje version upphörde Drakabygget som kollektiv på grund av myndigheters bytänkande och förtryck. Drakabygget hade haft ett ansträngt förhållande till det etablerade samhället. Detta förbättrades i efterhand. 1981 tilldelades Lis Zwick Örkelljunga kommuns kulturpris, 1989 fick Jørgen Nash priset och 2005 fick Drakabygget Konsthall priset. 

## Aktiviteter/verksamhet
På Drakabygget bodde ett tiotal konstnärer samtidigt och genom åren flera hundra konstnärer. Det var en plats där man kunde pröva nya idéer och dit alla var välkomna, men det var verkligen inget paradis. Allt var förvirring och oordning. Man levde tillsammans och man skapade konstverk tillsammans, bland annat assemblage av en mängd träleksaker som den tidigare ägaren hade lämnat kvar. Man gav ut en tidskrift, Drakabygget – tidskrift för konst mot atombomber, påvar och politiker. Vidare fungerade Drakabygget som förmedlare av idéer mellan konstnärer på gården och även med konstnärer i Europa. Ett centralt begrepp var Homo Ludens – den lekande människan. Den nederländske kulturteoretikern Johan Huizinga, som lanserat begreppet, menade att konst och lek kunde vara befriande genom brottet mot vardagens konventioner. Nash, Strid och Thorsen ville däremot frigöra människan genom att integrera leken i vardagen.
| ”                                                                    | Drakabygget was, it became, it was a madhouse, it was a lunatic asylum run by the inmates. All sorts of things happened, I don’t know how much of it you can speak about. It certainly, it certainly wasn’t paradise or a Utopia. If it had been that, it would have been boring … | „ |
| – Gordon Fazakerley, som bodde på Drakabygget i början av 1960-talet | |   |

### Aktioner
Drakabygget-kretsen genomförde ett antal mycket uppmärksammade aktioner, happenings och provokationer. Nash var mån om att alltid få så mycket publicitet som möjligt och såg till att media fanns på plats. Några exempel:
- Gruppens första aktion efter brottet med Situationist-internationalen blev en utställning 1962 i danska Odense. Den ägde rum i en kommunalt stödd utställningshall och riktade sig mot staten, kyrkan och borgerskapet. Mest omtalad blev en procession genom staden i samband med vernissagen. Thorsen släpade på ett stort kors gjort av trä och skrot, följd av andra Drakabyggare. Själva processionen väckte ingen större uppmärksamhet, men man hade ordnat så att en fotograf från den stora dagstidningen Aktuelt följde skeendet i detalj och bilderna publicerades nästa dag. Man hade tidigt förstått att berättelsen om en händelse kunde vara viktigare än själva händelsen.

- I december 1962 genomfördes en utställning eller happening på ett galleri i Köpenhamn. Namnet på utställningen var CO-RITUS vilket kan utläsas som ”kollektiv rit” eller, om man tar bort ”-R”, coitus. När utställningen öppnade fanns i lokalen enbart en massa skrot, konstnärsmaterial och leksaker från förrådet på Drakabygget. Konstnärerna och publiken gjorde en gemensam installation av allt materialet. Syftet var att upplösa gränsen mellan skapare och betraktare och det var själva processen som var konsten.

- 1964 sågade någon av huvudet på skulpturen Den lille havfrue i Köpenhamn. Det har inte blivit klarlagt vem som gjorde det men 1966 publicerades ett mycket uppmärksammat dubbelnummer av tidskriften Drakabygget där Nash och andra säger sig veta vem som var ansvarig. Nash lämnade sedan genom åren olika versioner av vad som hände och i sin självbiografi Havfruemorderen krydser sine spor (1997) skriver han att det var han själv och andra Drakabyggare som sågade av huvudet och sedan gömde det i en mosse. Huvudet har inte återfunnits.

| ”                  | Som den gode danske sagoberättare i H. C. Andersens fotspår kom Jörgen Nash att till varje journalist berätta en ny version av hur mordet på den lilla sjöjungfrun hade gått till. Nash kom att vända upp och ner på sanningen och en omtumlande attack skapades mot massmediernas godtrogenhet, sensationslystnad och makt. | „ |
| – Elisabet Haglund | |   |

- I en aktion på Drakabygget 1969 begravdes den danske konstnären Finn Sørensen levande i en ventilerad kista med telefon. Det var en protest mot brutaliteten i världen. Redan dagen efter grävdes kistan  upp av polisen på begäran av läkare vid S:ta Maria sjukhus i Helsingborg som förklarat Sørensen i behov av psykisk vård.

### Film
På 1960- och 1970-talen gjorde främst Jens Jørgen Thorsen men också andra i kretsen kring Drakabygget flera filmer, bland andra:
- Stopforbud (1962) av Thorsen, Ole John och Jørgen Leth är ett poetiskt filmporträtt av jazzpianisten Bud Powell.
- Se frem til en tryg tid (1964) av John och Leth.
- Det gåtfulla leendets kavalkad (1964) av Nash och Sture Johannesson.
- Tatueringar är tvättäkta (1969) av Nash och Lüfti Özkök, en dokumentär om tatueringar.
- 1964-1965 organiserade man fem filmfestivaler för experimentell film i Örkelljunga, Halmstad och danska Holte.
- The situationist life (1970) av Thorsen och Nash.

### Organisationer
Många mer eller mindre verkliga organisationer bildades runt Drakabygget. Man publicerade manifest, men det är svårt att reda ut om organisationerna egentligen bedrev någon verksamhet. Andra Situationist-Internationalen grundades med Drakabygget som bas, men enligt två av ”medlemmarna”, de Jong och Fazakerley, fanns organisationen endast som ett manifest. Ett annat exempel är Skandinaviskt institut för jämförande vandalism. 

## Drakabygget konsthall
1999 bildades Drakabyggetsällskapet av ett femtiotal eldsjälar. Man ville verka för att en lokal skapades för visning av modern konst och för andra kulturella aktiviteter. Samtidigt skulle där finnas en permanent utställning av konst från Drakabygget. Initiativet hade tagits av den moderate regionpolitikern Henrik Hammar. Paret Nash/Zwick lovade att deponera konst till ett värde av en miljon kronor. Genom insatser från Företagarna, Handelsklubben och andra kunde den nerslitna Hantverksgården i centrala Örkelljunga byggas om till konsthall. Som ägare stod den nybildade Stiftelsen Drakabygget Konsthall. Den 21 september 2002 invigdes Drakabygget konsthall. Den bestod då av ett enda stort rum, men det fanns planer på att i en snar framtid göra lokalen större genom en tillbyggnad.
Konsthallen drevs av ideella krafter och med ett årligt kommunalt bidrag på 25 000 kr. Där fanns en permanent samling av verk av Nash/Zwick, Asger Jorn, Sven Malvin, Yoshio Nakajima, Jens Jørgen Thorsen, Lars Hård, Tom Krøyer, Felix Pribyl, Carsten Nash (Jørgens son) och andra Drakabyggare. Man ordnade man tillfälliga utställningar av modern konst, bland annat av Hardy Strid.
2004 fick man 20 000 kronor av Region Skånes kulturnämnd för att utveckla konsthallen i Örkelljunga till ett svensk-danskt kulturcentrum. 2005 utsågs Drakabygget Konsthall till årets kulturpristagare av Örkelljunga kommun.
Hösten 2008 tog det slut. Pengarna var förbrukade och Stiftelsen Drakabygget Konsthall begärde sig själv i konkurs. Jørgen Nash hade avlidit 2004. Den deponerade konsten återgick nu till hans dödsbo.

### Använd litteratur
- Expect anything, fear nothing : the Situationist movement in Scandinavia and elsewhere. Copenhagen: Nebula. 2011. Libris länk. ISBN 87-993651-2-X. (S. 29-45: The Drakabygget films / av Carl Nørrested ; s. 114-118: Drakabygget: a situationist utopia or a meeting place for displaced persons / av Gordon Fazakerley, Jaqueline de Jong och Jakob Jakobsen ; s. 215-275: The artistic revolution: on the situationists, gangsters and falsifiers from Drakabygget / av Jakob Jakobsen)

### Övriga källor och noter
1. ↑  Lundbladh, Carl-Erik (2008). Skånes ortnamn Serie A Bebyggelsenamn, D. 13 Norra Åsbo härad. Uppsala: Institutet för språk- och folkminnen. sid. 239. Libris 11297804. ISBN 978-91-7229057-0
2. ↑  ”Drakabygget - nordisk kult(ur)plats / av Jørgen Nash”. Nordvästra Skåneland sett med 49 ögon. Viken: Eremit-press. 1977. sid. 115-126. Libris 7632032. ISBN 91-7286-027-8
3. ↑  ”Jörgen Nash och Drakabygget”. Skånska hör- och sevärdheter. Höganäs: Wiken. 1993. sid. 100-120. Libris 7605525. ISBN 91-7119-446-0
4. 1 2 3 4  ”Kunstindeks Danmark & Weilbachs kunstnerleksikon (Jørgen Nash)”. https://www.kulturarv.dk/kid/VisKunstner.do?kunstnerId=4447. Läst 14 oktober 2019.
5. 1 2  Expect anything ..., s 226
6. ↑  Ekelund, Alexander (2023). Den gyllene flottans seglats. sid. 20-24, 30-31. Libris s9ssdtbhqtrfnjzs. ISBN 978-91-988106-7-7
7. ↑  Expect anything .., s 230
8. ↑  Johannesson, Sune (13 oktober 2017). ”Konströrelsen som gick sin egen väg”. Kristianstadsbladet.
9. ↑  ”Drakabygget konsthall / av Helmer Lång”. Skånska smultronställen och tistelhagar. Nyhamnsläge: Kiviksgården. 2003. sid. 81-86. Libris 9173935. ISBN 91-973515-2-0
10. ↑  Thorsén, Tjerstin (20 september 2002). ”På Drakabygget kunde allt hända”. Helsingborgs Dagblad.
11. ↑  Expect anything ..., s 119
12. 1 2  Stålnacke, Stig Åke (1985). ”Drakabygget - frihetens verkstad”. Tidskriften Mosaik '80 (1985:2):  sid. 40-49.
13. ↑  ”Örkelljunga kommun, Kulturpriset”. http://orkelljunga.se/16/kommun-och-politik/stipendier-fonder-och-utmarkelser/kulturpriset.html. Läst 14 oktober 2019.
14. ↑  ”Libris”. http://libris.kb.se/bib/3615616. Läst 14 oktober 2019.
15. ↑  Expect anything, fear nothing (2011), s. 116
16. ↑  Haglund, Elisabet (6 maj 2004). ”Rebellen i vårt röda blod”. Borås tidning.
17. ↑  Malmberg, Johan (11 juli 2001). ”Havsfrumördaren firar 40 anarkistiska år”. Västerbottens-kuriren.
18. ↑  Kunstindeks Danmark (Jørn Nash)